# Orthetrum chrysostigma
Orthetrum chrysostigma  (лат.) — вид стрекоз из семейства Libellulidae. Распространён в Африке (включая Сахару), Аравийском полуострове, Иране, Ираке, Леванте, Малой Азии и Афганистане. Способность нимф приспосабливаться к засушливым условиям и впадать в летнюю спячку во влажной почве делает этот вид наиболее изобильным в засушливых областях. Общая длина тела имаго 39—46 мм. Длина заднего крыла 27—32 мм.

## Фотогалерея
| - Orthetrum chrysostigma, самка - Orthetrum chrysostigma, молодой самец |